# オリヴィア・ロドリゴ
オリヴィア・ロドリゴ（Olivia Rodrigo、2003年2月20日 - ）は、アメリカ合衆国の女優、歌手。本名はオリヴィア・イザベル・ロドリゴ（Olivia Isabel Rodrigo）。
女優としては、ディズニー・チャンネルの『やりすぎ配信! ビザードバーク』のペイジ役や、Disney+のシリーズ『ハイスクール・ミュージカル:ザ・ミュージカル』のニニ役で知られている。歌手としては、2021年1月8日にリリースしたデビューシングル「drivers license」が世界的なヒットとなり、同年5月21日に1stアルバム『SOUR』をリリース。

## 来歴

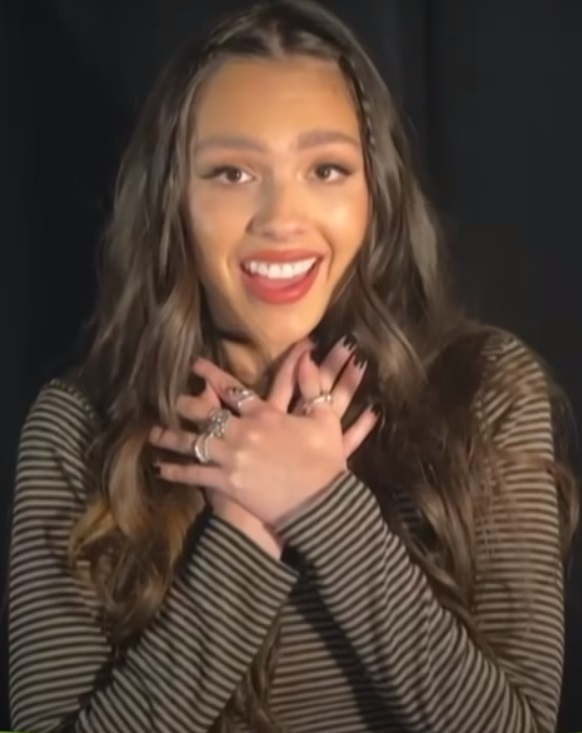
キッズ・チョイス・アワードに出席したオリヴィア（2022年）

2003年2月20日、オリヴィアはカリフォルニア州テメキュラで生まれ、フィリピン系の父親とドイツ系とアイルランド系の母親を持つ。オリヴィアは4歳からボーカルレッスン、ピアノレッスンを始め、小学生の頃にはギターも始めた。この頃から、ギターやピアノを弾きながら作詞・作曲を始める。6歳には演技も学び始め、小学校・中学校でも演劇を続けた。
オリヴィアは、オールド・ネイビーのCMで女優デビューを果たす。直後の2015年には、映画『アメリカン・ガール』で主演のグレース・トーマスを演じた。
2016年、ディズニー・チャンネルのテレビシリーズ『やりすぎ配信! ビザードバーク』でペイジ役にキャスティングされた。2019年には、Disney+のシリーズ『ハイスクール・ミュージカル:ザ・ミュージカル』で主演のニニ役を務めた。オリヴィアは、本番組の楽曲として「All I Want」を作曲し、ビルボードのシングルチャート「Billboard Hot 100」で最高90位を記録、翌年1月のカナダでの「Canadian Hot 100」へのチャートインも果たした。また、本番組で共演したジョシュア・バセットとともにデュエット曲「Just For a Moment」でのコラボレーションも果たした。
2020年、インタースコープ・レコード、ゲフィン・レコードと契約を果たし、2021年1月8日、音楽プロデューサーのダン・ニグロと共同作曲したデビューシングル「drivers license」をリリース。本楽曲は、「Billboard Hot 100」において、全米史上初となる初登場から8週連続1位という記録を打ち立てたほか、全世界46か国のApple Musicで1位 、30か国のSpotifyで1位、女性アーティストとして史上最多の週間グローバルストリーミング数を更新するなど数々の記録を打ち立てた。また、「Billboard Hot 100」で初登場1位を獲得し、最年少での初登場1位獲得となった。
4月1日には、2ndシングル「deja vu」をリリース。5月14日には、3rdシングル「good 4 u」をリリースし、2回目となる全米1位を記録する。「Billboard Hot 100」では初登場8位を獲得し、アーティストとして史上初となる、1st・2ndシングルでのチャートトップ10入りを果たした。
5月21日には、1stアルバム『SOUR』をリリース。本アルバムは、米ビルボード総合アルバムチャート「Billboard 200」において、2021年の最高週間記録で初登場首位となり、女性のアルバムとしては史上2番目に大きな週間ストリーミング記録で、R&B・ヒップホップ以外のアルバムとしても史上2番目に大きな週間ストリーミング記録となった。また、本アルバムは、Spotifyの「2021年世界で最も再生されたアルバム」において1位を獲得したほか、Apple Musicの年間賞を3部門受賞した。オリヴィアは大ブレイクを果たし、第64回グラミー賞では、主要4部門含む計7部門にノミネートされた。

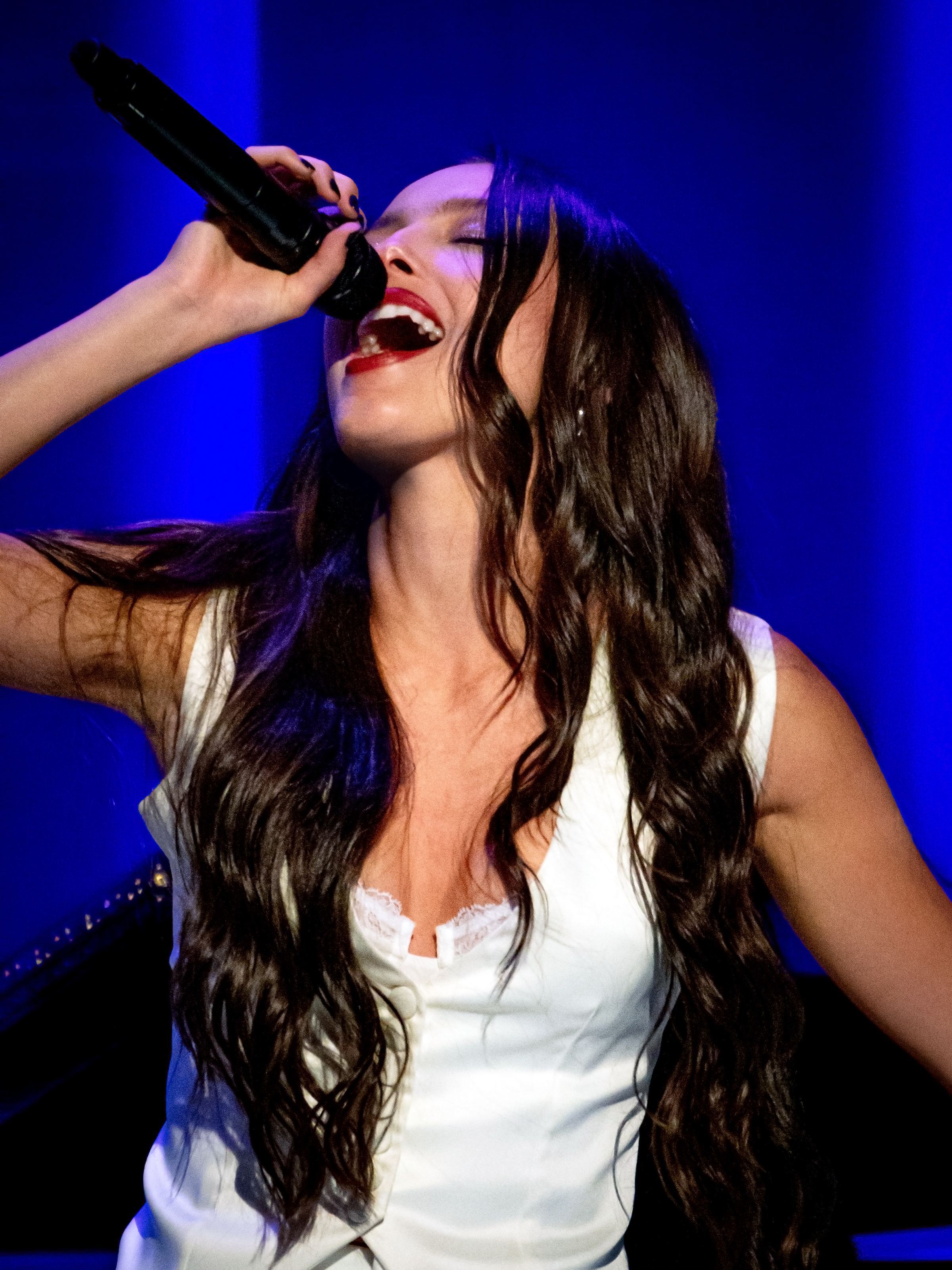
2023年

2023年5月、『SOUR』のリリース2周年にあわせて、自身のインスタグラムにリリース当時の写真や動画と共にメッセージを投稿し、ニューアルバムの発売を予告した。
この（ニュー）アルバムが私にとってどれほどの意味を持つのか、そしてこのアルバムが私の人生にもたらしたすべての祝福にどれほど狂おしいほど感謝しているのか、言葉では言い表せない。新作があと本当にもうちょっとで完成するんだ。約束するね。
9月8日、2ndアルバム『GUTS』をリリース。6月30日には先行して第1弾シングル「vampire」、8月11日には第2弾先行シングル「bad idea right?」をリリースしていた。

## 盗作疑惑
2021年、『SOUR』の収録曲に盗作疑惑が持ち上がった。問題となった曲は「Brutal」「Deja vu」「good 4 u」の3曲で、それぞれエルヴィス・コステロの「Pump It Up」、テイラー・スウィフトの「Cruel Summer」、パラモアの「Misery Business」に酷似した箇所があると指摘された。
ロドリゴはこれに対して「全く新しい音楽なんてない」「すべての曲は4つの和音で構成されているものだし、それを自分好みに試すのが面白い」「どのアーティストもそれまでに活躍したアーティストからインスピレーションを受けているものだと思う」とティーン・ヴォーグ誌に語った。
盗作疑惑を受けて「good 4 u」のソングライティング・クレジットにはパラモアのメンバーの名前が追加された。更にテイラーをはじめとする「Cruel Summer」のソングライター達の名前も「Deja Vu」のクレジットに追加されることとなった。コステロは3年後のインタビューでこの件について語った際、「訴えるなんて馬鹿らしい」とオリヴィアに対して寛容な姿勢を見せた。
オリヴィアは『GUTS』発売時のインタビューでこの件を振り返り「不意を突かれた」とし、自分より若いアーティストがオリヴィアの楽曲でこのような件を起こしたとしても「私ならクレジットに自分の名前を追加させるなんてことはやらないと思う」と不快感を示した。これはクレジットが共作になったことによりオリヴィアに支払われる印税が半分になったことが関係している。
更にコートニー・ラヴは、ロドリゴが『SOUR』のプロモーションとして行った配信ライブイベント『SOUR PROM』のプロモーション写真が自身のアルバム『Live Through This』のジャケット写真と酷似していると抗議した。

## 人物
- オリヴィアは幼少期、タニヤ・タッカーのベスト・アルバムとキャロル・キングの『つづれおり』の2枚のアルバムを四六時中聴き、その中でソングライティングについて学んだ、と語った[37]。
- オリヴィアの楽曲はフィオナ・アップル、フィービー・ブリジャーズなどの影響を受けている[12]。また、オリヴィアはテイラー・スウィフトとロードのファンであり、最大のインスピレーションの源と述べている[38][39]。2021年、彼女は自身を「世界最大のスウィフティー（the biggest Swiftie in the whole world）」と表現していた[40]。

## フィルモグラフィ
- アメリカン・ガール An American Girl: Grace Stirs Up Success（2015年）- グレース・トーマス役
- やりすぎ配信! ビザードバーク Bizaardvark（2016年 - 2019年）- ペイジ役
- New Girl / ダサかわ女子と三銃士 New Girl （2017年）- テラネア役
- ハイスクール・ミュージカル:ザ・ミュージカル High School Musical: The Musical: The Series（2019年 - 2022年）- ニニ役
- ハイスクール・ミュージカル:ザ・ミュージカル 特別編 High School Musical: The Musical: The Special（2019年）- ニニ役
- ハイスクール・ミュージカル:ザ・ミュージカル ホリデースペシャルHigh School Musical: The Musical: The Holiday Special（2020年）- ニニ役
- The Disney Family Singalong（2020年）
- サタデー・ナイト・ライブ Saturday Night Live（2021年）
- Sour Prom（2021年）
- Olivia Rodrigo: Driving Home 2 U（2022年）

## ディスコグラフィ

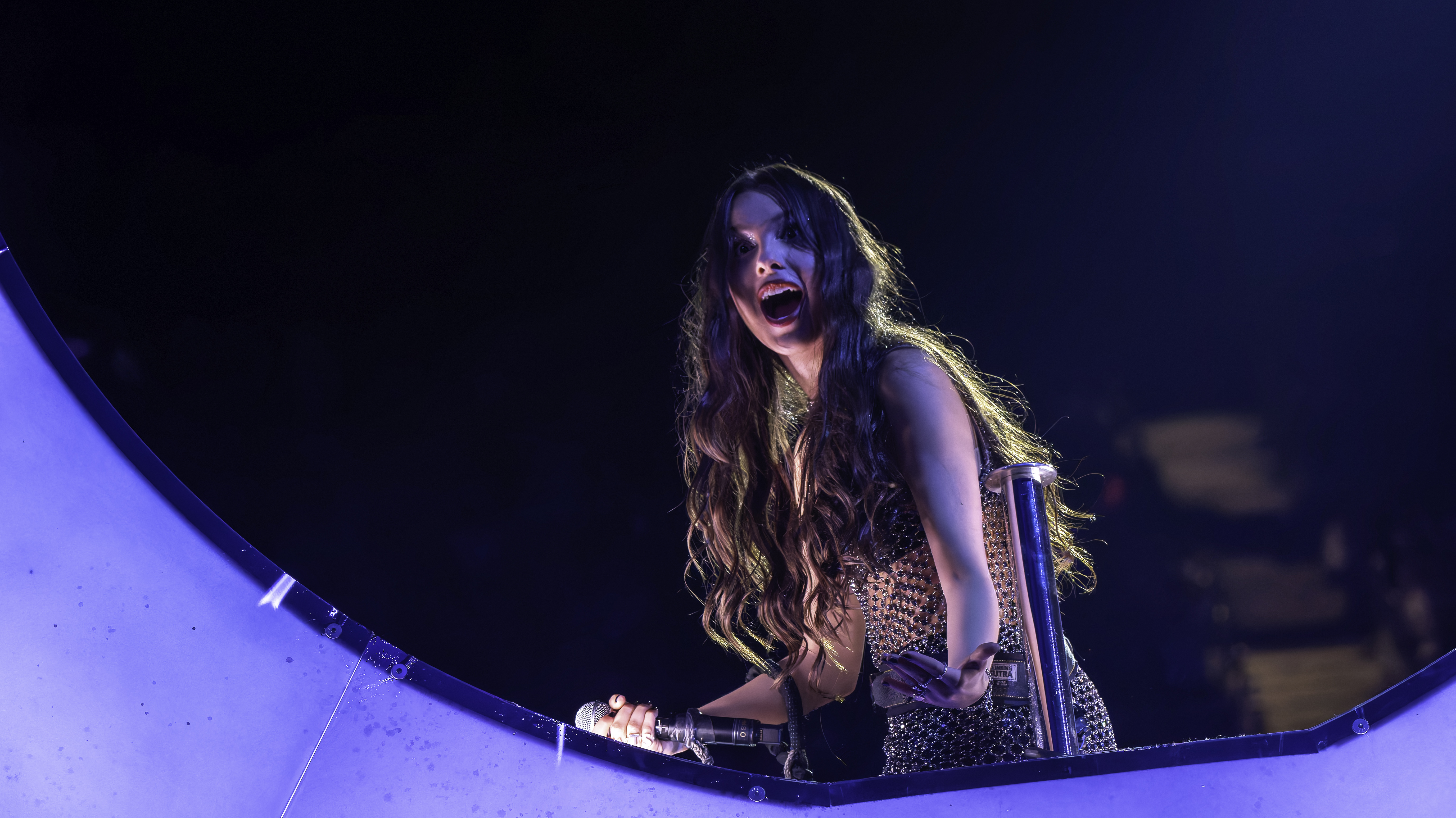
ガッツ・ワールド・ツアーでのオリヴィア（2024年）

### シングル
1. drivers license（2021年1月8日）
2. deja vu（2021年4月1日）
3. good 4 u（2021年5月14日）
4. traitor（2021年8月10日）
5. brutal（2021年9月3日）
6. vampire（2023年6月30日）
7. bad idea right?（2023年8月11日）
8. Get Him Back!（2023年9月15日）
9. Can't Catch Me Now（2023年11月3日）
10. Obsessed（2024年3月22日）

### アルバム

#### スタジオ・アルバム
1. SOUR（2021年5月21日）
2. GUTS（2023年9月8日）

#### コンピレーション・アルバム
1. Best of High School Musical: The Musical: The Series（2021年7月18日）

### サウンドトラック
1. High School Musical: The Musical: The Series: The Soundtrack（2020年1月20日）
2. High School Musical: The Musical: The Holiday Special: The Soundtrack（2020年11月20日）
3. High School Musical: The Musical: The Series: The Soundtrack: Season 2（2021年7月30日）